# Вальшлебен
Вальшлебен (нем. Walschleben) — община в Германии, в земле Тюрингия. 
Входит в состав района Зёммерда. Подчиняется управлению "Гера-Ауэ" Марктплац 13.  Население составляет 1777 человек (на 31 декабря 2010 года). Занимает площадь 16,79 км².